# Аполипопротеин L1
Аполипопротеин L1 (апоL; англ. apolipoprotein L1, apoL1) — минорный аполипопротеин плазмы крови, который входит в состав липопротеинов высокой плотности и всегда ассоциирован с апоА1. Идентифицирован одним из последниx в группе аполипопротеинов. Представлен не только в крови, но и в центральной нервной системе наряду с апоЕ. Роль белка неизвестна.

## Ген и белок
АпоL экспрессирован во многих тканях (лёгкие, поджелудочная железа, предстательная железа, печень, селезёнка и плацента). Отличается высокой экспрессией в центральной нервной системе (так же как апоЕ и апоD). Существует 6 изоформ апоL (апоL 1-6), каждая представлена собственным геном. Все гены находятся в хромосоме 22.
Белок относится к амфипатическим белкам, то есть является истинным аполипопротеином, молекулярная масса 42 кДа. Обнаружено 12 продуктов альтернативного сплайсинга 6 изоформ апоL.